# Бордешть
Бордешть, Бордешті (рум. Bordești) — село у повіті Вранча в Румунії. Входить до складу комуни Бордешть.
Село розташоване на відстані 144 км на північний схід від Бухареста, 19 км на південний захід від Фокшан, 78 км на захід від Галаца, 112 км на схід від Брашова.

## Населення
За даними перепису населення 2002 року у селі проживали 1255 осіб. Усі жителі села рідною мовою назвали румунську.
Національний склад населення села:
| Національність | Кількість осіб | Відсоток |
| -------------- | -------------- | -------- |
| румуни         | 1244           | 99,1%    |
| цигани         | 10             | 0,8%     |